# 8837 Лондон
8837 Лондон (8837 London) — астероїд головного поясу, відкритий 7 жовтня 1989 року.
Тіссеранів параметр щодо Юпітера — 3,631.